# Jip Janssen
Jip Janssen, född den 14 oktober 1997 i Blaricum, är en nederländsk landhockeyspelare.

## Karriär
Jip Janssen ingick i Nederländernas landhockeylag vid OS 2020 samt i det lag som tog guld vid OS 2024.